# Tecmo Knight
Tecmo Knight, conosciuto in Giappone come Wild Fang (ワイルドファング?), è un videogioco arcade di tipo picchiaduro a scorrimento pubblicato nel 1989 dalla Tecmo.
Può essere considerato il successore spirituale di Shadow Warriors, del quale conserva il motore grafico, parte della giocabilità ed anche parte della libreria di suoni, nonostante l'ambientazione sia fantasy anziché contemporanea.
Il gioco è caratterizzato da elementi splatter, caratteristica che lo discosta da buona parte dei titoli del tempo.

## Trama
Un regno popolato da umani viene invaso da un esercito di enormi e sanguinarie creature, un'armata di ibridi uomo-animale e di esseri mitologici come hitotsume-kozō, lamie e centauri, comandata da un mostro noto come Wild Fang.
A difesa della popolazione intervengono una coppia di guerrieri ciascuno a cavallo di un Uomo di fumo, ovvero un essere mutaforma in grado di trasformarsi in un gigante, in una tigre o in un drago, annullando così la differenza di forza e dimensioni rispetto agli invasori.

## Modalità di gioco
Il giocatore inizialmente controlla l'uomo di fumo nella forma di gigante; in questa forma si può attaccare con colpi potenti a corto raggio utilizzando il primo pulsante, mentre con il secondo pulsante si effettua un salto: il gigante può saltare sulle spalle di un nemico per iimmobilizzarlo e sferrare pugni direttamente sul capo.
Il terzo pulsante permette al giocatore di trasformare l'uomo di fumo in tigre o viceversa farlo tornare nella forma di gigante; nella forma di tigre il guerriero a cavallo del felino attacca utilizzando un mazzafrusto, il quale è un attacco più debole rispetto ai colpi del gigante ma l'arma del guerriero può colpire a maggior distanza; anche nella forma di tigre si può effettuare un attacco in salto con la tigre che attacca il collo del nemico fino a decapitarlo.
Il numero di trasformazioni gigante-tigre è limitato al numero di stelle a cinque punte presenti nel pannello del giocatore: uccidendo i nemici à possibile raccogliere i loro teschi che forniscono bonus al giocatore, tra questi anche le stelle necessarie per la mutazione; se il giocatore è rimasto con poca energia non può trasformarsi anche se possiede una o più stelle.
La trasformazione in drago è possibile solamente se si raccoglie il relativo bonus; quando l'uomo di fumo assume le sembianze di drago è praticamente invincibile, e può attaccare emettendo raggi laser dalla bocca che uccidono immediatamente i nemici colpiti; questa trasformazione ha un tempo limite, al termine del quale l'uomo di fumo assume le sembianze precedenti.
In rarissimi casi è possibile che i nemici riescano ad uccidere l'uomo di fumo ma non il guerriero: in tale situazione si può continuare a combattere con il piccolo cavaliere che attacca lanciando daghe, ma l'attacco è debole e a corto raggio, e con un sol colpo il protagonista viene ucciso; in tale forma il giocatore può comunque muoversi rapidamente, effettuare salti con capriola e montare sulla schiena del nemico per trafiggerlo con l'arma.
Quando l'uomo di fumo si trasforma da una forma all'altra transita in uno stato aeriforme visibile dalla cortina di fumo che emette: quando il giocatore si trova in questo stato è temporaneamente invincibile e i colpi dei nemici passano attraverso senza arrecare danno.
Quando si attacca una coppia di nemici che in quel momento risultano sovrapposti il giocatore sarà in grado di colpire solamente uno di essi, lasciando l'altro nemico libero di sferrare colpi.
Al termine di ogni livello vi è un boss da sconfiggere; i nemici di fine livello da affrontare sono sempre due anche se si gioca con la modalità singolo giocatore.
Il livello di difficoltà del gioco può essere impostato nel DIP switch e ha quattro opzioni: più alto è il livello di difficoltà e più i nemici colpiscono con forza e reagiscono più velocemente dopo ogni colpo subito.
È anche possibile impostare il numero di vite del giocatore (due o tre).
Se il giocatore perde tutte le vite a disposizione il gioco termina e viene mostrata una scena dove il guerriero sta per essere inghiottito da un mostro, durante la quale il giocatore con un nuovo credito può continuare il gioco da dove era terminata la partita precedente.